# Communes de la province d'Enna
- Haut – A
- B
- C
- D
- E
- F
- G
- H
- I
- J
- K
- L
- M
- N
- O
- P
- Q
- R
- S
- T
- U
- V
- W
- X
- Y
- Z

## A
- Agira
- Aidone
- Assoro

## B
- Barrafranca

## C
- Calascibetta
- Catenanuova
- Centuripe
- Cerami

## E
- Enna

## G
- Gagliano Castelferrato

## L
- Leonforte

## N
- Nicosia
- Nissoria

## P
- Piazza Armerina
- Pietraperzia

## R
- Regalbuto

## S
- Sperlinga

## T
- Troina

## V
- Valguarnera Caropepe
- Villarosa